# 初老
| ウィキペディアには「初老」という見出しの百科事典記事はありません（タイトルに「初老」を含むページの一覧/「初老」で始まるページの一覧）。 代わりにウィクショナリーのページ「初老」が役に立つかもしれません。 |